# Politbureau 1917
Hieronder volgt de samenstelling van het eerste Politbureau van het Centraal Comité van de Communistische Partij van de Sovjet-Unie in 1917.
| Afbeelding | Persoon            |
| ---------- | ------------------ |
|            | Andrej Bubnov      |
|            | Grigori Zinovjev   |
|            | Lev Kamenev        |
|            | Vladimir Lenin     |
|            | Grigori Sokolnikov |
|            | Jozef Stalin       |
|            | Leon Trotski       |

## Bron
- (en)  Leadership of the Communist Party of the Soviet Union (CPSU, 1917-1991)